# Пазин Іван Дмитрович
Па́зин Іва́н Дми́трович (15 серпня 1956, с. Шутова, Яворівського району, Львівської області) — український поет, рекордсмен «Національного реєстру рекордів України».

## Життєпис
Народився поет у сім'ї селянина. Чотири класи закінчив у селі Шутово, а решта — у сусідніх селах Калинівці та Рогізні. З дитячих років почав писати вірші. Після школи 1973—1975 навчався у Львівському технічному училищі № 1 за спеціальністю «слюсар-інструментальник». Після закінчення училища працював у Яворівській квартирно-експлуатаційній частині (КЕЧ) на посаді оператора. У 1976 році пішов до армії. Служив в Одеському окрузі на о. Зміїному. Після армії працював на Яворівському виробничому об'єднанні «Сірка» складачем поїздів. З 1979 по 1984 заочно навчався у Дніпропетровському національному університеті (тоді ще — інституті) залізничного транспорту. Через шість років заочно вступив на факультет журналістики у Львівський національний (тоді ще — державний) університет ім. Івана Франка. У 1993 році став головою районного товариства «Знання». У цей же період працював у Яворівській державній адміністрації завідувачем аналітичного відділу. З 1997 працював на посаді першого заступника голови обласного товариства «Знання». З 2000 року працював заступником проректора з виховної роботи у Львівському національному (тоді ще — державному) аграрному університеті. З 2016 року — директор військового музею. Заслужений діяч мистецтв в Україні.
Батько двох синів Пазина Тараса та Пазина Дмитра.

## Творчість
Автор трьох поетичних збірок «Простір із прірв і круч» (1996), «І знову зло я кличу до бар'єра» (1998), «Феєрверк слова»(2000). У 2003 вийшло доповнене видання збірки «Простір із прірв і круч».

## Рекорди

### «Для слави нації і рідної землі»
Встановив рекорд у 2003 році «Для слави нації і рідної землі», у Львівському палаці мистецтв за 12 годин 3 хвилини на пам'ять прочитав 233 поезії, кожна з яких у середньому тривала п'ять хвилин. Рекорд не було зареєстровано.

### «Пам'яті сина»
12 жовтня 2015 року встановив новий рекорд, 12 годин 14 хвилин читав власну поезію. Цей рекорд присвятив своєму синові Тарасові Пазину, який загинув у зоні бойових дій на Донбасі, а також всім загиблим українським бійцям. Рекорд було зареєстровано «Національним реєстром рекордів України».

## Нагороди
- 2011 — нагороджений ювілейною медаллю «20 років незалежності України».